# Ministerio Secretaría General de Gobierno de Chile
El Ministerio Secretaría General de Gobierno (MINSEGEGOB o SEGEGOB), también llamada Voceria del Gobierno es el ministerio de Estado encargado de actuar como organismo de comunicación del gobierno de Chile. La principal función del ministro Secretario General de Gobierno o más conocido como «ministro vocero» de Gobierno, es servir como portavoz del poder ejecutivo frente a la opinión pública. Asimismo, el vocero de Gobierno es el encargado de actuar como representante de la coalición política gobernante en el país ante los medios de comunicación. La actual ministra secretaria general de Gobierno es la geógrafa Camila Vallejo Dowling, mientras que la subsecretaria respectiva, Nicole Cardoch Ramos, actuando bajo el gobierno de Gabriel Boric.
De este ministerio se encuentra vinculado el Consejo Nacional de Televisión (CNTV) y el servicio público ChileAtiende.

## Historia
Aunque sin cargo ministerial, la 2.ª Junta de Gobierno de 1932, presidida por el periodista Carlos Dávila, creó el cargo de Secretaría General de Gobierno el 23 de junio de 1932. Hasta entonces, sus funciones se limitaban a la coordinación interna del Consejo de Gabinete.
El cargo se proyectó públicamente a comienzos de los años sesenta. En 1960, mediante el DFL n.º 188 se creó la Oficina de Informaciones y Radiodifusión (OIR), que pasó a depender de la Secretaría, y cuyo primer director fue Patricio Silva Clarés.
Durante el gobierno del presidente Salvador Allende, aumentó su protagonismo en la escena política nacional, al asumir crecientemente funciones de vocería pública a través del secretario general.
En 1976, el decreto ley 1.385 de la Junta Militar de Gobierno otorgó a la Secretaría General de Gobierno, calidad de Ministerio de Estado. En la misma época se estableció entre sus principales funciones «ejercer la rectoría suprema del sistema de comunicaciones del Estado y facilitar la comunicación entre gobernantes y gobernados». Con tal objeto se crearon las divisiones de Secretaría de Comunicaciones (SECOM) y la División de Organizaciones Civiles. De esta última dependían la Secretaría Nacional de la Mujer, la Secretaría Nacional de la Juventud, la Secretaría Nacional de los Gremios, la Secretaría de Relaciones Culturales y el Instituto Diego Portales.
Durante el gobierno del presidente Patricio Aylwin se promulgaron la Ley n.º 19.032 , del 4 de febrero de 1991, y el decreto con fuerza de ley n.º 1 del 12 de febrero de 1992, que reemplazaron las antiguas estructuras y funciones del ministerio. Además, estos cuerpos legales establecieron que sus tareas principales serían «crear canales de participación y comunicación efectivos con las organizaciones sociales», respetando la autonomía de éstas. A la vez, debería «identificar las principales necesidades del gobierno en el área de las comunicaciones» y diseñar políticas que permitan su satisfacción.

## Misión y objetivos
Según el sitio web oficial del ministerio, su misión institucional es:

Facilitar la comunicación entre el gobierno y la sociedad chilena, difundiendo las decisiones, iniciativas, mensajes centrales, actividades, beneficios y oportunidades emanados desde el Ejecutivo. Para ello, debe asimismo asesorar y coordinar en este ámbito a los ministerios y servicios, y establecer canales de vinculación con las personas y las organizaciones sociales, de manera tal que sus opiniones, expectativas e inquietudes sean recogidas a tiempo y en un contexto de plena transparencia.

Por otro lado los objetivos que se plantea el ministerio son los siguientes:
1. Desarrollar espacios de comunicación entre el gobierno y la ciudadanía de modo que se difunda y retroalimente la acción gubernamental con las demandas, y opiniones de las personas.
2. Coordinar la política comunicacional del poder ejecutivo y entregar a las principales autoridades de gobierno asesoría comunicacional que permita identificar necesidades estratégicas y coyunturales.
3. Propender a que el gobierno, en sus diferentes reparticiones, impulse el contacto directo con la sociedad chilena a través de plataformas digitales y redes sociales, conforme al progresivo desarrollo tecnológico de la nación.
4. Promover una mayor apertura de canales de participación en la generación e implementación de políticas públicas en los ministerios y servicios públicos.
5. Desarrollar herramientas y mecanismos para el fortalecimiento de la sociedad civil y sus distintas formas de organización.
6. Apoyar la ejecución de iniciativas regionales, provinciales y comunales destinadas a fomentar el pluralismo informativo y la libertad de expresión.
7. Promover entre las instituciones públicas y la sociedad civil, el respeto de la diversidad social, la interculturalidad y la no discriminación arbitraria en cualquiera de sus formas.

## Organización

### Dependencias

#### Subsecretaría General de Gobierno
La Subsecretaría General de Gobierno es el organismo técnico del ministerio que tiene como misión colaborar, asistir y asesorar al ministro Secretario General de Gobierno. Así como también, el titular de esta subsecretaría de Estado, tiene la responsabilidad de reemplazarlo en caso de vacancia del ministro o impedimento temporal de sus funciones plenas a causa de diferentes razones.

#### Consejo Nacional de Televisión
El Consejo Nacional de Televisión (más conocido por su acrónimo CNTV) es un organismo estatal cuya función es controlar el correcto funcionamiento de los servicios de televisión en el país.

#### ChileAtiende
ChileAtiende es una red multiservicios y multicanal del Gobierno de Chile, que busca acercar los beneficios y servicios de las instituciones públicas a las personas a través de varios canales de atención.

#### Fondo Social Presidente de la República
El Fondo Social Presidente de la República (FSPR) es un organismo estatal que contribuye directamente a potenciar organizaciones territoriales, además de otras instituciones sin fines de lucro, construyendo y aumentando el tejido social, potenciando la participación ciudadana y contribuyendo a la vulnerabilidad social de una comunidad o territorio determinado. Al mismo tiempo, y al apoyar el financiamiento de proyectos de carácter social, contribuye en complementar las políticas de inversión social del Estado.

### Divisiones
- División de Organizaciones Sociales (DOS): la división de organizaciones sociales, dependiente del Ministerio Secretaría General de Gobierno, es el canal de comunicación entre el Gobierno, las organizaciones sociales y la sociedad civil. Su preocupación es garantizar la participación ciudadana en igualdad de condiciones, fortalecer la sociedad civil y, a través de ambas, profundizar la democracia.[11]
- División Secretaría de Comunicaciones (DSC): a esta división le corresponde:[11]

1. Servir de órgano de informaciones del Gobierno, proporcionando el material correspondiente a los medios de comunicación nacionales e internacionales, difundiendo sus planes, orientaciones, políticas y obras realizadas a través de programas especiales de comunicación.
2. Proveer a las autoridades la información actualizada del acontecer nacional e internacional, como también de análisis de prensa de otras materias relativas a la comunicación.
3. Identificar las necesidades globales y específicas de comunicación de las diferentes instancias gubernamentales y proponer a estas las estrategias adecuadas y proporcionar la asesoría para satisfacerlas, para lo cual desarrollará los estudios e investigaciones pertinentes.
4. Estudiar y fomentar los valores propios de la cultura nacional a través de la participación de la ciudadanía, en coordinación con el Ministerio de Educación (Mineduc).
5. Colaborar con el Ministerio de Relaciones Exteriores (Minrel) en la vinculación e inserción cultural de Chile a nivel internacional, propendiendo al fortalecimiento de relaciones culturales interregionales, como asimismo proporcionándole el material apropiado para que las representaciones diplomáticas chilenas, acreditadas en el exterior disponga de una adecuada información acerca de los acontecimientos nacionales.

- División de Administración y Finanzas (DAF): a esta división le corresponde:[11]

1. Ejecutar la función de apoyo administrativo a las diversas reparticiones del Ministerio.
2. Realizar la programación y el control presupuestario del Ministerio Secretaría General de Gobierno.
3. Practicar la coordinación administrativa de las Secretarías Regionales Ministeriales.
4. Gestionar de acuerdo a la normativa vigente las adquisiciones del Ministerio.
5. Ejercer la administración del personal y controlar el cumplimiento de las disposiciones legales atinentes a la carrera funcionaria.

### Unidades

#### Unidad Jurídica
Esta unidad tiene las siguientes funciones:
1. Asesorar al ministro y al subsecretario en los asuntos de carácter jurídico y absolver las consultas de carácter legal que le sean formuladas por estos o los jefes de División;
2. Revisar e informar los sumarios administrativos que se instruyan por orden del ministro o del subsecretario, cuando estos así lo soliciten;
3. Redactar y patrocinar las denuncias, querellas o demandas civiles que el ministro o los funcionarios del Ministerio Secretaría General de Gobierno en su calidad de tales, deban formular ante los Tribunales de Justicia; y
4. Cumplir las funciones y ejercer las atribuciones que el ministro o el subsecretario le encomienden o deleguen. Res. Exenta n.º 272-235, crea la Unidad Jurídica la que desarrollará las funciones establecidas en el artículo n.º 6 del DFL 1 del Ministerio. Ésta unidad depende de la Subsecretaría y se delega en esta Unidad, el control de legalidad de los actos jurídicos administrativos de este Ministerio, el de mantener la comunicación y relación con la Contraloría General de la República, en todas aquellas materias que no sean de carácter financiero-administrativo.

#### Unidad de Auditoría
Las competencias, función y atribuciones de la Unidad de Auditoría del Ministerio Secretaría General de Gobierno son:
- Prestar asesoría técnica especializada en materias de auditoría y control interno del servicio, debiendo informar al jefe del servicio.
- La misión de la Unidad de Auditoría Interna es implementar estrategia, preventivas, proponiendo como producto de su acción, políticas, planes, programas y medidas de control para el fortalecimiento de la gestión y el salvaguardo de los recursos que les son asignados al ministerio.
- La Unidad de Auditoría Interna, no debe ejecutar líneas programáticas.
- Los funcionarios que forman parte de esta Unidad no pueden desarrollar las funciones de investigadores ni fiscales, en investigaciones sumarias y sumarios administrativos respectivamente.
- El funcionario a cargo de ésta Unidad de Auditoría debe coordinarse con el Consejo de Auditoría Interna del Ministerio (CAIGG) a través del auditor ministerial respectivo.

Las funciones de la Unidad de Auditoría Interna son:
1. Evaluar en forma permanente el sistema de control interno institucional y efectuar las recomendaciones para su mejoramiento.
2. Evaluar el grado de economía, eficiencia, eficacia con que se utilizan los recursos humanos, financieros y materiales del servicio.
3. Diseñar y promover la adopción de mecanismos de autocontrol en las divisiones operativas de la organización.
4. Verificar la existencia de adecuados sistemas de información, su confiabilidad y oportunidad.
5. Elaborar el «Plan de Auditoría Anual» de la institución, el cual deberá ser aprobado por el jefe del servicio.
6. Promover la coherencia de las políticas y actividades de la Unidad de Auditoría Interna de este servicio, con aquellas emanadas de autoridad presidencial, a través del Consejo de Auditoría General de Gobierno, como asimismo de otros organismos del Estado con los cuales se relacione el servicio.
7. Efectuar seguimiento a la implementación de medidas, originadas en observaciones y recomendaciones hechas al servicio, por la Unidad de Auditoría Interna y por otros órganos u organismos del Estado.
8. La Unidad de Auditoría Interna debe participar en el Comité de Auditoría Ministerial a través del jefe de la unidad.
9. Para la ejecución de sus funciones y la consecución de sus objetivos, el ámbito de la acción de la Unidad de Auditoría Interna comprende la totalidad de la organización. Las jefaturas y funcionarios de todo el servicio deberá prestar la colaboración necesaria, poniendo a su disposición los antecedentes, archivos y documentos respectivos, cuando les sean solicitados por la Unidad de Auditoría Interna. En el ejercicio de las funciones que le han sido asignadas, debe ejecutarlas con plena transparencia y objetividad resguardando la reserva de las materias y de la documentación utilizada por dicha unidad.

#### Unidad de Informática
La Unidad de Informática debe cumplir la misión, objetivos y funciones que siguen:
1. Ser responsable de entregar aporte para la adquisición, instalación, operación, diagnóstico y solución de problemas, de hardware y software, a los usuarios del Ministerio, ya sea virtual, presencial o de cualquiera otra forma.
2. Encargarse de la gestión organizativa, la asesoría a las diversas dependencias ministeriales, en planificación y compras tanto de desarrollo en software o de equipamiento, el monitoreo y prevención de eventos crítico; instalación y configuración de sistemas operativos.
3. Administración y gestión de los servidores, servicios informáticos del Ministerio, como páginas web, sistemas de entrega de información, u otros, supervisión del funcionamiento informático, comunicaciones, seguridad, data center, correos, internet y antivirus u otros sistemas de seguridad.
4. Ser la encargada de programas o aplicaciones de apoyo a la gestión del Ministerio, o su desarrollo de acuerdo a los requerimientos del servicio, así como la generación de propuestas de modernización, normativas, planificación y seguimiento de proyectos de servicio alineados a la estrategia de acción del Ministerio Secretaría General de Gobierno.
5. Ser la responsable del mantenimiento actualizado de los dominios del internet que sean propiedad del Ministerio.
6. Velar por el correcto respaldo de la información y comunicaciones realizadas por vía computacional de acuerdo a las instrucciones que la autoridad entregue al efecto.

#### Unidad de Planificación
A esta unidad le corresponde las siguientes labores:
1. Velar por el adecuado aprovechamiento de los recursos informáticos y de comunicaciones con que cuenta el Ministerio Secretaría General de Gobierno, de modo que su uso corresponde a las políticas de desarrollo de largo plazo, generadas a partir del análisis relativo a la modernización del Estado y a la labor de este Ministerio, en particular.
1. Participar de las actividades e iniciativas tendientes a incorporar nuevos procesos tecnológicos de interés tanto para el Estado como para el Ministerio Secretaría General de Gobierno, para que este mejore su eficiencia en la gestión.
2. Participar en el diseño de los proyectos y programas del Ministerio Secretaría General de Gobierno con el fin de dar respaldo técnico a los proyectos en elaboración; y
3. Participar en las actividades de modernización tecnológicas del Estado, que le encomiende el ministro o el subsecretario.

En virtud de resolución exenta n.º 272/1114 se creó la Unidad de Planificación, Desarrollo y Control de Gestión del Ministerio Secretaría General de Gobierno, comprendiendo lo señalado en el artículo antes citado, debiendo por tanto esta Unidad:
1. Participar en las actividades e iniciativas tendientes a modernizar la gestión del Ministerio.
2. Asesorar técnicamente a las distintas Divisiones y Unidades del Ministerio en la elaboración, ejecución y evaluación de proyectos y programas.
3. Asesorar a las diversas Divisiones y Unidades del Ministerio en la generación de reportes que estas deben emtir y que corresponden a la gestión programáticas de estas.
4. Coordinar el proceso de planificación de los diversos planes y programas ministeriales, de manera de asegurar la coherencia y optimización de recursos, asegurándose del cumplimiento de los objetivos ministeriales.
5. Coordinar los programas de mejoramiento de la gestión, que el Ministerio deba aplicar, efectuando seguimiento a su cumplimiento, recomendando acciones correctivas, verificando la implementación de estas, informar cuando corresponda a la instancia pertinente, especialmente a la Dirección de Presupuesto del Ministerio de Hacienda.
6. Responsabilidad de la mantención actualizada del sistema de información para el control de la gestión ministerial, así como de la elaboración de los informes que deban emitirse por el Ministerio a otros Ministerios, servicios públicos u otros poderes del Estado, relacionados con la gestión programática del Ministerio.
7. Coordinar la planificación anual de las metas de incentivo colectivo. Siendo responsables de la formulación final de estas, su proceso administrativo, informativo y de seguimiento.
8. Cumplir con las funciones especiales que el ministro o el subsecretario le encomienden.

#### Unidad de Acceso a la Información
Le corresponde a esta unidad las siguientes actividades:
1. Controlar la calidad y oportunidad de la información que se sube al sitio web.
2. Verificar la procedencia de las solicitudes, la calidad y oportunidad de las respuestas a los solicitantes en transparencia pasiva.
3. Vincularse técnicamente con el Consejo de Transparencia (CDT).
4. Responder los eventuales reclamos y, en general, supervisar todos los procesos de acceso a la información tanto activa como pasiva.

#### Unidad de Fondos Concursables
Le corresponde todas las materias referidas a la administración y coordinación del Fondo, entre otras, conocer las diversas etapas del concurso público a través del cual se distribuyen los recursos de este.

#### Unidad de Expertos Validación Nacional del PMG del Sistema Integral de Información y Atención Ciudadana (SIAC)
La función de esta unidad es la de abarcar todo lo relacionado con el cumplimiento del rol que el Ministerio tiene asignado como Organismo Técnico Validador de los PMG SIAC a nivel nacional.

### Dirección de prensa
La Dirección de Prensa y Difusión es la encargada de informar a la comunidad acerca de los objetivos, acciones y actividades del Ministerio.

## Listado de ministros

### Secretarios Generales de Gobierno
- Partidos:

     – Partido Socialista (PS)
     – Partido Liberal (PL)
     – Partido Radical (PR)
     – Independiente
     – Partido Demócrata Cristiano (PDC)
     – Movimiento de Acción Popular Unitaria (MAPU)
     – Militar
| N.º | Ministro | Ministro                  | Partido | Inicio                   | Final                    | Presidente                 | Presidente              |
| --- | -------- | ------------------------- | ------- | ------------------------ | ------------------------ | -------------------------- | ----------------------- |
| 1   |          | Óscar Schnake Vergara     | PS      | 23 de junio              | 13 de septiembre de 1932 |                            | Carlos Dávila Espinoza  |
| 2   |          | Nelson Bravo              | Ind.    | 24 de diciembre de 1932  | 24 de diciembre de 1938  |                            | Arturo Alessandri Palma |
| 3   |          | Humberto Aguirre Doolan   | PR      | 24 de diciembre de 1938  | 25 de noviembre de 1941  |                            | Pedro Aguirre Cerda     |
| 4   |          | Marcelo Ruiz Solar        | PR      | 2 de abril de 1942       | 15 de mayo de 1945       | Juan Antonio Ríos          |                         |
| 5   |          | Manuel Aguirre Geisse     | PR      | 15 de mayo de 1945       | 27 de junio de 1946      | Juan Antonio Ríos          |                         |
| 6   |          |                           | PR      | 3 de noviembre de 1946   | 3 de noviembre de 1952   | Gabriel González Videla    |                         |
| 7   |          | René Montero Moreno       | Ind.    | 3 de noviembre de 1952   | 26 de marzo de 1954      |                            | Carlos Ibáñez del Campo |
| 8   |          | Osvaldo Koch Krefft       | Ind.    | 26 de marzo de 1954      | 1955                     |                            | Carlos Ibáñez del Campo |
| 9   |          | Abraham Pérez Lizana      | Ind.    | 1955                     | 1955                     |                            | Carlos Ibáñez del Campo |
| 10  |          | Mario Ciudad Vásquez      | Ind.    | 1955                     | 3 de noviembre de 1958   |                            | Carlos Ibáñez del Campo |
| 11  |          | Enrique Ortúzar Escobar   | Ind.    | 3 de noviembre de 1958   | 3 de noviembre de 1964   | Jorge Alessandri Rodríguez |                         |
| 12  |          | Raúl Troncoso Castillo    | PDC     | 12 de mayo de 1965       | 4 de noviembre de 1970   |                            | Eduardo Frei Montalva   |
| 13  |          | Jaime Suárez Bastidas     | PS      | 4 de noviembre de 1970   | 8 de agosto de 1972      |                            | Salvador Allende        |
| 14  |          | Hernán del Canto Riquelme | PS      | 8 de agosto de 1972      | 27 de marzo de 1973      |                            | Salvador Allende        |
| 15  |          | Aníbal Palma Fourcade     | PR      | 27 de marzo de 1973      | 9 de agosto de 1973      |                            | Salvador Allende        |
| 16  |          | Fernando Flores Labra     | MAPU    | 9 de agosto              | 11 de septiembre de 1973 |                            | Salvador Allende        |
| 17  |          | Pedro Ewing Hodar         | Militar | 12 de septiembre de 1973 | 11 de julio de 1974      |                            | Augusto Pinochet        |
| 18  |          | Hernán Béjares González   | Militar | 11 de julio de 1974      | 22 de marzo de 1976      |                            | Augusto Pinochet        |

### Ministros Secretarios Generales de Gobierno
- Partidos:

     – Militar
     – Independiente
     – Partido Demócrata Cristiano (PDC)
     – Partido Socialista de Chile (PS)
     – Partido por la Democracia (PPD)
     – Unión Demócrata Independiente (UDI)
     – Renovación Nacional (RN)
     – Frente Amplio (FA)
     – Partido Comunista de Chile (PCCh)
| N.º | Ministro/a | Ministro/a                              | Partido | Inicio                   | Final                                  | Presidente | Presidente              |
| --- | ---------- | --------------------------------------- | ------- | ------------------------ | -------------------------------------- | ---------- | ----------------------- |
| 1   |            | René Vidal Basauri                      | Militar | 15 de noviembre de 1977  | 27 de enero de 1979                    |            | Augusto Pinochet        |
| 2   |            | Julio Fernández Atienza                 | Militar | 27 de enero              | 14 de diciembre de 1979                |            | Augusto Pinochet        |
| 3   |            | Sergio Badiola Broberg                  | Militar | 14 de diciembre de 1979  | 20 de octubre de 1980                  |            | Augusto Pinochet        |
| 4   |            | René Vidal Basauri                      | Militar | 20 de octubre            | 29 de diciembre de 1980                |            | Augusto Pinochet        |
| 5   |            | Julio Bravo Valdés                      | Militar | 29 de diciembre de 1980  | 30 de agosto de 1982                   |            | Augusto Pinochet        |
| 6   |            | Hernán Felipe Errázuriz Correa          | Ind.    | 30 de agosto de 1982     | 14 de febrero de 1983                  |            | Augusto Pinochet        |
| 7   |            | Ramón Suárez González                   | Ind.    | 14 de febrero            | 10 de agosto de 1983                   |            | Augusto Pinochet        |
| 8   |            | Alfonso Márquez de la Plata Yrarrázaval | Ind.    | 10 de agosto de 1983     | 6 de noviembre de 1984                 |            | Augusto Pinochet        |
| 9   |            | Francisco Javier Cuadra Lizana          | Ind.    | 6 de noviembre de 1984   | 11 de julio de 1987                    |            | Augusto Pinochet        |
| 10  |            | Orlando Poblete Iturrate                | Ind.    | 11 de julio de 1987      | 21 de octubre de 1988                  |            | Augusto Pinochet        |
| 11  |            | Miguel Ángel Poduje Sapiain             | Ind.    | 21 de octubre de 1988    | 5 de abril de 1989                     |            | Augusto Pinochet        |
| 12  |            | Óscar Vargas Guzmán                     | Militar | 5 de abril               | 17 de agosto de 1989                   |            | Augusto Pinochet        |
| 13  |            | Cristián Labbé Galilea                  | Ind.    | 17 de agosto de 1989     | 11 de marzo de 1990                    |            | Augusto Pinochet        |
| 14  |            | Enrique Correa Ríos                     | PS      | 11 de marzo de 1990      | 11 de marzo de 1994                    |            | Patricio Aylwin         |
| 15  |            | Víctor Manuel Rebolledo González        | PPD     | 11 de marzo              | 20 de septiembre de 1994               |            | Eduardo Frei Ruiz-Tagle |
| 16  |            | José Joaquín Brunner                    | PPD     | 20 de septiembre de 1994 | 1 de agosto de 1998                    |            | Eduardo Frei Ruiz-Tagle |
| 17  |            | Jorge Arrate Mac Niven                  | PS      | 1 de agosto de 1998      | 22 de junio de 1999                    |            | Eduardo Frei Ruiz-Tagle |
| 18  |            | Carlos Mladinic Alonso                  | PDC     | 22 de junio de 1999      | 11 de marzo de 2000                    |            | Eduardo Frei Ruiz-Tagle |
| 19  |            | Claudio Huepe García                    | PDC     | 11 de marzo de 2000      | 7 de enero de 2002                     |            | Ricardo Lagos           |
| 20  |            | Heraldo Muñoz Valenzuela                | PPD     | 7 de enero de 2002       | 13 de julio de 2004                    |            | Ricardo Lagos           |
| 21  |            | Francisco Vidal Salinas                 | PPD     | 13 de julio de 2004      | 24 de mayo de 2005                     |            | Ricardo Lagos           |
| 22  |            | Osvaldo Puccio Huidobro                 | PS      | 24 de mayo de 2005       | 11 de marzo de 2006                    |            | Ricardo Lagos           |
| 23  |            | Ricardo Lagos Weber                     | PPD     | 11 de marzo de 2006      | 6 de diciembre de 2007                 |            | Michelle Bachelet       |
| 24  |            | Francisco Vidal Salinas                 | PPD     | 6 de diciembre de 2007   | 12 de marzo de 2009                    |            | Michelle Bachelet       |
| 25  |            | Carolina Tohá Morales                   | PPD     | 12 de marzo              | 14 de diciembre de 2009                |            | Michelle Bachelet       |
| 26  |            | Pilar Armanet Armanet                   | PPD     | 14 de diciembre de 2009  | 11 de marzo de 2010                    |            | Michelle Bachelet       |
| 27  |            | Ena von Baer Jahn                       | UDI     | 11 de marzo de 2010      | 18 de julio de 2011                    |            | Sebastián Piñera        |
| 28  |            | Andrés Chadwick Piñera                  | UDI     | 18 de julio de 2011      | 5 de noviembre de 2012                 |            | Sebastián Piñera        |
| 29  |            | Cecilia Pérez Jara                      | RN      | 5 de noviembre de 2012   | 11 de marzo de 2014                    |            | Sebastián Piñera        |
| 30  |            | Álvaro Elizalde Soto                    | PS      | 11 de marzo de 2014      | 11 de mayo de 2015                     |            | Michelle Bachelet       |
| 31  |            | Marcelo Díaz Díaz                       | PS      | 11 de mayo de 2015       | 18 de noviembre de 2016                |            | Michelle Bachelet       |
| 32  |            | Paula Narváez Ojeda                     | PS      | 18 de noviembre de 2016  | 11 de marzo de 2018                    |            | Michelle Bachelet       |
| 33  |            | Cecilia Pérez Jara                      | RN      | 11 de marzo de 2018      | 28 de octubre de 2019                  |            | Sebastián Piñera        |
| 34  |            | Karla Rubilar Barahona                  | Ind.    | 28 de octubre de 2019    | 28 de julio de 2020                    |            | Sebastián Piñera        |
| 35  |            | Jaime Bellolio Avaria                   | UDI     | 28 de julio de 2020      | 11 de marzo de 2022                    |            | Sebastián Piñera        |
| 36  |            | Camila Vallejo Dowling                  | PCCh    | 11 de marzo de 2022      | 23 de diciembre de 2024 (por embarazo) |            | Gabriel Boric           |
| -   |            | Aisén Etcheverry Escudero (s)           | FA      | 23 de diciembre de 2024  | 9 de julio de 2025                     |            | Gabriel Boric           |
| 36  |            | Camila Vallejo Dowling                  | PCCh    | 9 de julio de 2025       | En el cargo                            |            | Gabriel Boric           |